# Alba (Teruel)
Alba – gmina w Hiszpanii, w prowincji Teruel, w Aragonii, o powierzchni 69,53 km². W 2011 roku gmina liczyła 231 mieszkańców.